# Штефан Бербояну
Штефан Бербояну (рум. Ștefan Bărboianu, нар. 24 січня 1988, Крайова) — румунський футболіст, захисник, півзахисник. Грав за молодіжну збірну Румунії.

## Клубна кар'єра
У дорослому футболі дебютував 2005 року виступами за команду клубу «Університатя» (Крайова), в якій провів п'ять сезонів, взявши участь у 88 матчах чемпіонату.
Своєю грою за цю команду привернув увагу представників тренерського штабу «Динамо» (Бухарест), до складу якого приєднався 2010 року. Відіграв за бухарестську команду наступний сезон своєї ігрової кар'єри.
Протягом 2011–2013 років захищав кольори команди клубу «Астра» (Плоєшті), після чого повернувся до бухарестського «Динамо».

## Виступи за збірні
2006 року дебютував у складі юнацької збірної Румунії, взяв участь у 1 іграх на юнацькому рівні.
Протягом 2009–2010 років залучався до складу молодіжної збірної Румунії. На молодіжному рівні зіграв у 9 офіційних матчах.